# イ・ソンギョン
イ・ソンギョン（朝: 이 성경、Lee Sung-Kyoung、漢字：李 聖経、1990年8月10日 -  ）は、韓国のファッションモデル、女優、歌手。身長173cm。同徳女子大学モデル学科卒業。YGエンターテインメント所属。

## 人物・来歴
1990年に京畿道高陽市に二人姉妹の長女として生まれる。敬虔なクリスチャンの家庭で育ち、ソンギョンという名前は「聖書（성경/ソンギョン）」から名付けられた。
7歳から高校3年生までピアノを習っており、受験直前まで音楽大学への進学を考えていたが、担任の先生や両親からモデルになることを勧められ、2008年に第17回スーパーモデル選抜大会に出場しレックス賞を受賞。翌2009年にはアジア太平洋スーパーモデル選抜大会に出場しユニックスヘアーニュースタイル賞を受賞。そこから、ショーや雑誌のモデルとして活躍するようになる。
2014年、ドラマ『大丈夫、愛だ』に出演し、演技に初挑戦する。2015年、出演2作目となったドラマ『女王の花』でヒロインに抜擢され、安定した演技を見せる。この年、MBC演技大賞の司会を務め、自身もこの作品で新人賞を受賞する。
もともと歌が好きでミュージカルの勉強をしていたこともあり、2015年には音楽バラエティ『覆面歌王』に出場し、高い歌唱力を披露した。2016年4月にはエディ・キムとデュエット曲『私の唇、温かいコーヒーのように』をリリースし、各音楽配信サイトで1位を獲得する。
同年、体育大学を舞台にした青春ドラマ『恋のゴールドメダル〜僕が恋したキム・ボクジュ』に主演。重量挙げの選手という役柄のため体形が変わるほど増量し、愛らしいヒロイン、キム・ボクジュを演じた。MBC演技大賞では優秀演技賞を受賞した。
2017年、ドリームワークスによるアニメ映画『トロールズ』で主人公ポピーの韓国版吹き替え声優を務め、劇中歌「Get Back Up Again」も担当。
同年5月、PSYのアルバム『PSY8th 4X2=8』に収録された楽曲「最後のシーン」にフィーチャリングアーティストとして参加する。
2018年、ドラマ『アバウトタイム〜止めたい時間〜』で主演を務め、人の寿命が見える特殊能力を持つミュージカル女優のヒロイン、チェ・ミカを演じ、劇中で歌やダンスも披露した。同年、Asia Artist Awardsの司会を務め、自身も今年のアーティスト賞及びベストエモーティブ賞を受賞する。
2019年5月、主演映画『ガール・コップス』では熱血刑事役を演じ、第24回春史大賞映画祭で特別人気賞を受賞する。
同年6月には日本で初めてのファンミーティング「LEE SUNG KYOUNG FAN MEETING in Tokyo」を開催した。
2020年、人気医療ドラマのシーズン2『浪漫ドクター キム・サブ2』に新キャストとしてレギュラー出演し、エリート胸部外科医チャ・ウンジェ役を演じた。この作品でSBS演技大賞女性優秀賞を受賞した。
2023年、『浪漫ドクター キム・サブ3』にも引き続き出演し、SBS演技大賞で最優秀演技賞、2023 APAN STAR AWARDSで長編ドラマ部門女性最優秀演技賞を受賞。この作品への出演がきっかけで外傷診療分野に少しでも役に立ちたいと思うようになり、同年12月に檀国大学病院に1億ウォンを寄付した。
2024年、資生堂ヘアケアブランド「TSUBAKI」のイメージキャラクターに抜擢される。

## 交友関係
2016年に『恋のゴールドメダル〜僕が恋したキム・ボクジュ』で共演した当時同じ事務所のナム・ジュヒョクと交際していることを2017年4月に発表。だが熱愛発覚した4か月後に破局したことを認めた。

## 出演

### ドラマ
| 年度 | 放送局  | タイトル                                     | 役名                  | 備考                    | 参考          |
| ---- | ------- | -------------------------------------------- | --------------------- | ----------------------- | ------------- |
| 2014 | SBS     | 大丈夫、愛だ                                 | オ・ソニョ            |                         | [ 25 ]        |
| 2015 | MBC     | 女王の花                                     | カン・イソル          |                         | [ 26 ]        |
| 2016 | SBS     | ドクターズ〜恋する気持ち〜                   | チン・ソウ            |                         | [ 27 ]        |
| 2016 | tvN     | 恋はチーズ・イン・ザ・トラップ               | ペク・イナ            |                         | [ 28 ]        |
| 2016 | MBC     | 恋のゴールドメダル〜僕が恋したキム・ボクジュ | キム・ボグジュ        |                         | [ 29 ] [ 30 ] |
| 2017 | SBS     | あなたが眠っている間に                       | カップル （役名なし） | カメオ出演 エピソード21 | [ 31 ]        |
| 2018 | tvN     | アバウトタイム～止めたい時間～               | チェ・ミカ            |                         | [ 32 ]        |
| 2020 | SBS     | 浪漫ドクター キム・サブ2                     | チャ・ウンジェ        |                         | [ 33 ]        |
| 2020 | KBS 2TV | 一度行ってきました                           |                       | カメオ出演 エピソード12 | [ 34 ]        |
| 2020 | tvN     | 青春の記録                                   | チン・ソウ            | カメオ出演 エピソード12 | [ 35 ]        |
| 2021 | tvN     | 流れ星                                       | オ・ハンビョル        |                         | [ 36 ]        |
| 2023 | Disney+ | 愛だと言って                                 | シム・ウジュ          |                         | [ 37 ]        |
| 2023 | SBS     | 浪漫ドクター キム・サブ3                     | チャ・ウンジェ        |                         | [ 38 ]        |
| 2024 | JTBC    | ドクタースランプ                             | ハン・ウリ            | カメオ出演 エピソード6  | [ 39 ]        |

### 映画
| 年度 | タイトル         | 役名         | 備考                    | 参考   |
| ---- | ---------------- | ------------ | ----------------------- | ------ |
| 2016 | ブローカー       | チャ・ヨンヒ |                         | [ 40 ] |
| 2017 | トロールズ       | ポピー       | 声優                    | [ 41 ] |
| 2018 | レッスル！       | ガヨン       |                         | [ 42 ] |
| 2019 | ガール・コップス | チェ・ジヘ   |                         | [ 43 ] |
| 2020 | ハートアタック   |              | 短編映画 オンライン映画 | [ 44 ] |

### バラエティ
| 年度 | 放送局 | タイトル                         | 役割   | 参考   |
| ---- | ------ | -------------------------------- | ------ | ------ |
| 2015 | KBS 2  | ハッピートゥゲザー3              | ゲスト | [ 45 ] |
| 2015 | MBC    | セクションTV芸能通信             | ゲスト | [ 46 ] |
| 2015 | MBC    | 覆面歌王                         | 出場者 | [ 47 ] |
| 2015 | MBC    | MBC演技大賞                      | MC     | [ 48 ] |
| 2016 | tvN    | 現場トークショーTAXI             | ゲスト | [ 49 ] |
| 2016 | MBC    | ラジオスター                     | ゲスト | [ 50 ] |
| 2016 | JTBC   | 冷蔵庫をお願い                   | ゲスト | [ 51 ] |
| 2016 | SBS    | ランニングマン                   | ゲスト | [ 52 ] |
| 2016 | MBC    | MBC放送芸能大賞                  | MC     | [ 53 ] |
| 2017 | KINTEX | 第32回ゴールデンディスクアワード | MC     | [ 54 ] |
| 2018 |        | 2018 Asia Artist Awards（AAA）   | MC     | [ 55 ] |
| 2020 | tvN    | 車輪のついた家                   | ゲスト | [ 56 ] |
| 2021 | KBS    | ユ・ヒヨルのスケッチブック       | ゲスト | [ 57 ] |

## 雑誌
- 「ELLE」2014年11月号[58]
- 「GRAZIA」2016年7月号[59]
- 「ELLE」2017年2月号[60]
- 「COSMOPOLITAN」2017年3月号[61]
- 「GRAZIA」2017年6月号[62]
- 「marie claire」2017年12月号[63]
- 「VOGUE me」（台湾ファッション誌）2017年12月号[64]
- 「DAZED」2018年3月号[65]
- 「VOGUE」2018年7月号[66]
- 「marie claire」2018年9月号[67]
- 「DAZED＆CONFUSED」2018年11月号[68]
- 「ELLE KOREA」2019年4月号[69]
- 「HIGH CUT」239号[70]
- 「DAZED＆CONFUSED」2019年9月号[71]
- 「Harper's BAZAAR」2020年6月号[72]
- 「ELLE」2020年11月号[73]
- 「marie claire」2021年3月号[74]
- 「Harper's BAZAAR」2021年5月号[75]

## 賞とノミネート

### 受賞
- 2008年「スーパーモデルコンテスト レックス賞」
- 2009年「アジア太平洋スーパーモデルコンテスト ユニクスヘアニュースタイル賞」
- 2014年「CFDKファッションアワード 今年のベスト女性ファッションモデル」
- 2015年「MBC演技大賞 特別ドラマ部門新人女優賞」（『女王の花』）[76]
- 2016年「マックスムービーアワード ライジングスター賞」
- 2016年「MBC演技大賞 ミニシリーズ部門優秀女優賞」（『恋のゴールドメダル～僕が恋したキム・ボグジュ』）[77]
- 2018年「アジアアーティストアワード アーティストオブザイヤー」
- 2018年「アジアアワード 最高の感情」
- 2019年「春史大賞映画賞 特別人気賞」（『ガールカプス』）[78]
- 2020年「アジアアーティストアワード(AAA) 最優秀女優賞」（『浪漫ドクター キム・サブ2』）
- 2020年「アジアモデルフェスティバル モデルスター賞」
- 2020年「SBS演技大賞 ミニシリーズ部門優秀女優賞」（『浪漫ドクター キム・サブ2』）
- 2023年「SBS演技大賞 シーズンドラマ部門最優秀演技賞」（『浪漫ドクター キム・サブ3』）
- 2023年「APAN STAR AWARDS 長編ドラマ部門女性最優秀演技賞」（『浪漫ドクター キム・サブ3』）

### ノミネート
- 2015年「APANスターアワード 新人賞」（『女王の花』）
- 2015年「コリアドラマアワード 新人賞」（『女王の花』）
- 2015年「MBC演技大賞 人気賞」（『女王の花』）
- 2015年「MBC演技大賞 ベストカップル賞」with ユン・バク（『女王の花』）
- 2016年「百想芸術大賞 テレビ部門最優秀新人女優賞」（『女王の花』）[79]
- 2016年「MBC演技大賞 ベストカップル賞」with ナム・ジュヒョク（『恋のゴールドメダル～僕が恋したキム・ボグジュ』）[80]
- 2016年「SBS演技大賞 特別賞」（『ドクターズ～恋する気持ち』）
- 2020年「SBS演技大賞 ベストカップル賞」with アン・ヒョソプ（『浪漫ドクター キム・サブ2』）
- 2021年「第7回APANスターアワード 最優秀女優賞」（『浪漫ドクター キム・サブ2』）
- 2021年「第7回APANスターアワード 人気女優賞」（『浪漫ドクター キム・サブ2』）